# Sepulcres comtals de la catedral de Girona
Els Sepulcres comtals de la catedral de Girona són dues obres escultòriques funeràries d'estil gòtic realitzades el segle xiv per l'artista Guillem Morell pels sepulcres de Ramon Berenguer II «el Cap d'Estopes» (†1082) i la seva besàvia Ermessenda de Carcassona (†1058). L'obra fou realitzada a instàncies del rei Pere el Cerimoniós quan aquest ordenà el trasllat dels sepulcres romànics originals que es trobaven a la galilea (atri) exterior de la seu catedralícia. El 1982, amb motiu dels 9 segles de la mort del comte Ramon Berenguer II, els sepulcres gòtics foren oberts i es descobrí que els sepulcres romànics originals presentaven com una decoració externa franges verticals amb els colors roig i daurat pintades en data indeterminada. Aquestes pintures han estat argumentades com a possibles emblemes preheràldics anteriors a l'evidència històrica més antiga que existeix sobre del Senyal dels Quatre Pals en l'escut que porta Ramon Berenguer IV en un segell que valida un document del 2 de setembre de 1150. Una hipòtesi equivalent però de signe contrari és la Hipòtesi dels lemniscs.

## Els sepulcres comtals de la catedral de Girona

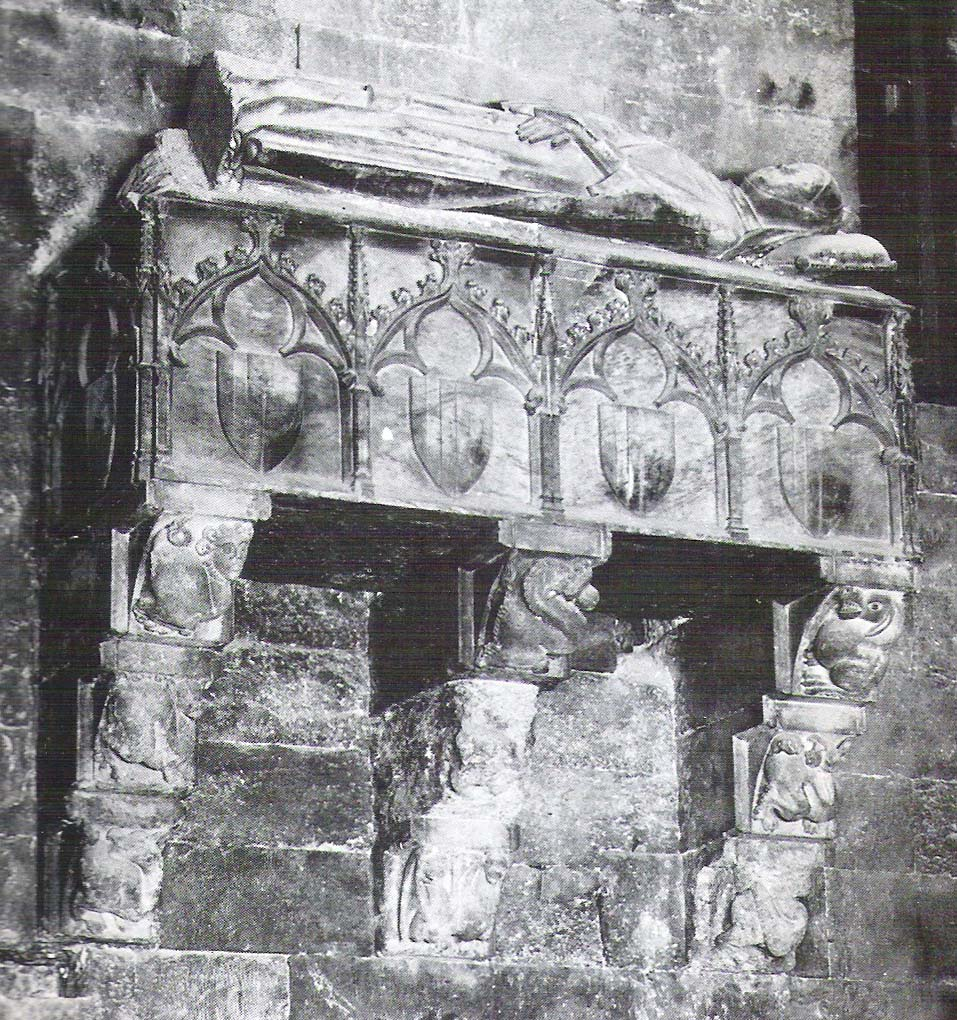
Sepulcre gòtic d'Ermessenda de Carcassona (†1058), muller del comte de Barcelona Ramon Borrell construït el 1385 per ordre del rei Pere IV d'Aragó «el Cerimoniós» (Pere terç). Els sepulcres romànics d'Ermessenda de Carcassona i de Ramon Berenguer II es trobaven originàriament a la galilea exterior del temple. La galilea o nàrtex d'una temple era un vestíbul cobert que hi havia en algunes esglésies romàniques i era situat a la part fontal, abans de la porta d'accés al temple, i fins al serví per a col·locar-hi els sepulcres de personalitats importants. El sepulcre gòtic d'Ermessenda de Carcassona és obra de l'escultor mallorquí Guillem Morell i és una de les peces més reeixides de l'escultura catalana del darrer quart del. L'estàtua de la comtessa presenta unes faccions molt idealitzades i en actitud de repòs. A la part frontal hi figuren escuts amb la Senyera Reial de dos pals, a diferència del de Ramon Berenguer II, en el qual hi ha quatre pals.

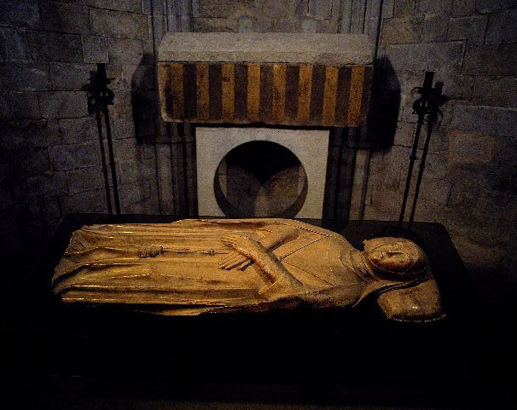
Situació actual del sepulcre d'Ermessenda de Carcassona. En un primer plà l'estàtua gòtica i en segon pla el sepulcre romànic original. L'any 1982 s'obriren els sarcòfags gòtics de Ramon Berenguer II i d'Ermessenda de Carcassona. Al seu interior es descobriren els vells sarcòfags romànics originals de pedra i que durant tres segles havien romàs a la galilea exterior fins que el 1385 per ordre del rei Pere IV d'Aragó «el Cerimoniós» (Pere terç) foren traslladats a l'interior de la catedral i coberts amb nous sepulcres gòtics. En una data no determinada per cap estudi científic foren pintades franges verticals de color roig i daurat sobre els dos sepulcres comtals.

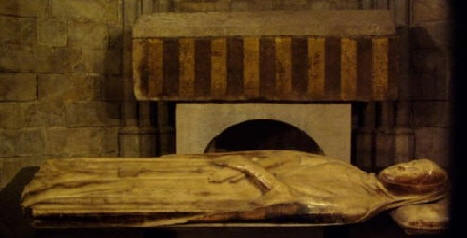
Els sepulcres romànics de Ramon Berenguer II i d'Ermessenda de Carcassona presenten com a única decoració exterior franges verticals pintades de color roig i daurat. L'anàlisi físico-química dels pigments de les pintures determinà que tant el pigment vermell com el daurat presentaven «la mateixa composició en els dos sarcòfags» i que el roig fosc és degut a la presència d'hematites mentre el daurat és donat per la presència d'or. Com que mai no s'ha realitzat cap estudi científic per determinar la data en què les pintures foren elaborades, diversos historiadors han especulat sobre aquesta data. Per a uns les franges vermelles i daurades són un emblema preheràldic que donaria lloc a la Senyera Reial i foren pintades abans de la unió dinàstica entre el comtat de Barcelona i el regne d'Aragó i, per tant, constituirien un prova irrefutable de l'origen barceloní de la Senyera Reial. Per contra altres argumenten que no seria plausible que els pigments haguessin restat en el seu bon estat de conservació després de tres segles a l'aire lliure, concloent que les franges haurien estat pintades el 1385 quan el rei ordenà el traslladat dels sepulcres a l'interior de la catedral i, per tant, constitueixen tan sols la plasmació funerària de la Doctrina de Pere IV d'Aragó, que creia que l'origen de la Senyera Reial era barceloní.

L'any 1010, i durant el mandat del bisbe Pere de Carcassona, cunyat del comte de Barcelona Ramon Borrell, s'inicià la construcció de la nova catedral de Girona sobre la seu preromànica mig derruïda. La catedral romànica constava d'una nau amb volta de canó, amb transsepte i tres portes d'entrada amb un de nàrtex o galilea de doble pis al costat de la façana principal, de planta rectangular amb dues dependències quadrades que corresponien a les capelles del baptisteri i del sant Sepulcre. La galilea o nàrtex d'un temple era un vestíbul cobert que hi havia en algunes esglésies romàniques i era situat a la part fontal, abans de la porta d'accés al temple; la seva principal funció era allotjar les persones no admissibles per al culte i, fins al segle xiv, també serví per a col·locar-hi els sepulcres de personalitats importants. La galilea de la catedral de Girona també servia per superar el desnivell entre la primera esplanada i el temple. L'escalinata tenia, com l'actual, tres replans, encara que era més estreta i més curta. Gràcies a l'aportació econòmica dels comtes Ramon Borrell i la seva muller Ermessenda de Carcassona, es va poder cobrir i dedicar el temple el 1038. Les obres van continuar i l'any 1050 el campanar s'havia aixecat fins al tercer cos. La comtessa Ermessenda va donar una deixa testamentària per al cobriment del dormitori de la canònica i demanà ésser enterrada a la catedral. De la mateixa manera, el seu besnet el comte de Barcelona Ramon Berenguer II «el Cap d'Estopes» també fou enterrat a la catedral de Girona. Els sepulcres romànics de Ramon Berenguer II i d'Ermessenda de Carcassona foren situats originàriament, i tal com era costum aleshores, a la galilea que hi havia situada a la part frontal de la catedral. La galilea va ser enderrocada a principis del segle xviii.

### La reforma de la catedral i els sepulcres gòtics de 1385
A partir del 1312 es van iniciar les obres per aixecar una nova catedral gòtica sobre l'antiga romànica; el 29 d'abril d'aquell any el capítol de Girona va ordenar l'edificació d'un nou absis amb girola i nou capelles, així com la construcció de la sagristia a l'antic dormitori canonical. L'altar major es va consagrar el 12 de març de 1347 i es va procedir a l'enderrocament de la capçalera romànica. El 1385 el rei Pere IV d'Aragó «el Cerimoniós» (Pere terç) ordenava la reorganització dels panteons reials del Monestir de Santa Maria de Poblet, i alhora es preocupava de la resta de sepulcres dels seus antecessors. Aquell mateix any ordenava que els sepulcres de Ramon Berenguer II i d'Ermessenda de Carcassona fossin traslladats des de la galilea frontal a l'interior de la nova catedral gòtica: «quorum corpora sepulta fuere in singulis tumbis ante portam ecclesie beate Marie sedis Gerunde quam translationem fieri facimus intus ecclesiam dicte sedis». El sarcòfag del comte fou situat sobre la porta de la sagristia, i el de la comtessa damunt la porta que dona accés a l'escala del trifori. Així mateix ordenava la construcció de dos nous sepulcres d'estil gòtic a l'escultor Guillem Morell. Els nous sepulcres gòtics es limitaren a revestir els antics sepulcres romànics amb plafons laterals d'alabastre; en total cinc de frontals i dos de laterals pel sepulcre del comte, i dos de frontals del doble de llargada i dos de laterals pel sepulcre de la comtessa. Sobre els plafons s'hi esculpiren amb estil gòtic els escuts amb la Senyera Reial, emmarcats en una successió d'arcs; els escuts del comte porten quatre pals i els de la comtessa dos pals. Així mateix damunt el vestent davanter anterior de la tapa s'hi esculpiren sengles estàtues jacents dels sobirans. En una carta del mes de juliol del 1385 el rei Pere IV d'Aragó «el Cerimoniós» (Pere terç) ordenava com volia que fossin les vestidures de l'estàtua del comte de Barcelona, de qui afirmava: «ex cuius stirpe nos per Dei gratiam sumus recto ordine descendentes» («de l'estirp del qual nos per Gràcia de Déu som en línia directa descendent»).

## La descoberta dels sepulcres romànics l'any 1982
El 1982, en obrir-se els sepulcres gòtics ordenats edificar pel rei Pere IV d'Aragó «el Cerimoniós» (Pere terç), es descobriren els sepulcres originals romànics. Tal com explica l'arxiver i canonge Gabriel Roura en temps de la seu romànica els sepulcres eren a la galilea de la seu. Els sarcòfags són llisos i rectangulars, fets d'un sol bloc de pedra marès rosa de Girona i buidats en forma antropomòrfica. Ambdós tenen la mateixa forma rectangular i són coberts amb tapes de dos vessants. Difereixen tan sols en les mides, ja que les del comte fan 203 cm de llargada, 54 cm d'amplada i 57 cm d'alçada sense la tapa, que té 25 cm d'alçada i té forma de teulada amb dos vessants. La de la comtessa fa 171,50 cm de llarg, 54 cm d'amplada i 40,50 cm d'alçada sense la tapa, que té una alçada de 24 cm. La sorpresa entre els assistents a l'acte d'obertura fou gran en retirar-se els plafons gòtics i descobrir que l'única decoració exterior dels sepulcres romànics consisteix en una successió de 17 franges verticals vermelles i daurades situades a la part frontal i d'uns 5 cm d'amplada cadascuna.

### Anàlisi físico-química dels pigments dels sepulcres romànics
El 22 de desembre del 1982, un mes després de l'obertura dels sepulcres i descobriment de les pintures, el Cap del laboratori físico-química del Departament de Restauració dels Museus d'Art Municipals de Barcelona i el Conservador Tècnic del Museu d'Art de Catalunya varen prendre mostres de les pintures dels sepulcres comtals a fi de ser analitzades i comprovar-ne l'estat de conservació. En aquesta anàlisi dels pigments en cap cas es procedí a datar els pigments, sinó que tan sols s'analitzà la composició química dels pigments i el seu estat de conservació. En una primera observació visual determinaren que «els pigments semblen molt ben elaborats en comparació amb altres pintures romàniques de la mateixa època i d'altres indrets»; així mateix observaren que «el gruix pictòric és molt prim i gens llis. Es poden observar les deformacions i irregularitats pròpies de la pedra. Són dos els pigments apareguts: el vermell d'ambdues tombes és molt fosc, i el daurat és brillant i ben conservat». En l'informe final sobre l'anàlisi tècnica i mineralògica dels pigments hi participà l'Institut de Ciències de la Terra Jaume Almera (ICTJA), adscrit al Consell Superior d'Investigacions Científiques (CSIC), i concloïa que el pigment vermell presenta la mateixa composició en els dos sarcòfags i que aquesta coloració era deguda a la presència d'hematites i que «aquest resultat concorda plenament amb altres anàlisis de pigments vermells de la mateixa època (Pintues del Mestre de Sant Joan de Boí i del Mestre del Judici Final)». De l'anàlisi del pigment daurat també es conclogué que presentaven la mateixa composició en ambdós sepulcres i que el color és deu a la presència d'or. També es determinà que s'havia aplicat una capa de preparació molt prima abans de l'aplicació dels pigments.

### Valoracions i hipòtesis sobre les pintures dels sepulcres romànics
Joan Ainaud de Lasarte assistí a l'obertura dels sarcòfags com a director del Museu d'Art de Catalunya i redactà una breu acta per a la institució que dirigia. En aquesta acta (1982) afirmava el seu convenciment, sense aportar argumentació, que «la data més tardana possible per a la decoració dels sarcòfags romànics seria de finals del segle xi o principis del segle xii, i que qui ordenà la policromia estava fermament convençut que les "barres" eren els colors de la Casa comtal de Barcelona». Així mateix expressava el seu convenciment personal que aquestes pintures eren «un element preheràldic i totalment inequívoc». Per a Martí de Riquer (1985) les pintures han d'ésser anteriors a l'època heràldica i el 1150, ja que si fossin posteriors les armes s'haguessin pintat en forma d'escut. L'antic arxiver de la l'Arxiu de la Corona d'Aragó Frederic Udina i Martorell (1989) hipotetitza que «en una època que és difícil de precisar, però possiblement a finals del segle xi o principis del segle següent i quan aquesta sepultura es trobava en el seu lloc degueren ser pintades aquestes bandes, que podrien ser emblemes preheràldics, amb els colors que després constituïren l'escut palat dels comtes de Barcelona». I finalitza dient que «més precisions és difícil de concretar». Segons l'opinió del canonge degà de la seu de Girona mossèn Josep M. Taberner les pintures dels sepulcres comtals «són una prova de l'origen català dels pals i que no va ser una herència aragonesa perquè el senyal s'ha trobat a l'interior del sarcòfag. Si s'hagués tractat d'una incorporació feta durant el trasllat del segle xiv, no tindria sentit que incloguessin un ornament que no fos visible». L'heraldista Armand de Fluvià (1995) reconeix que «hom no pot afirmar rotundament que [les pintures] siguin de l'època de la mort dels comtes», però de la mateixa manera afirma «que tampoc ningú no pot dir rotundament que no ho siguin». Segons la seva opinió «aquesta pintura imitava els revestiments de tela amb els quals hom acostumava de cobrir els sepulcres»; conclou finalment rebatent a aquells que consideren que les pintures foren fetes el 1385 preguntant-se «quin sentit tindria fer pintar els antics sepulcres romànics, si tot seguit s'haurien de recobrir o revestir amb uns plafons gòtics i, per tant, restarien completament tapats?». Per la seva banda Juan Jáuregui Adell (2004), malgrat reconèixer que «no es coneix cap document que parli sobre els colors trobats a ambdós sarcòfags», conclou que «sembla més senzill acceptar que foren pintats immediatament després de la mort de cadascun».
Per contra, Armand de Fluvià (1995) també recull l'opinió d'alguns historiadors de l'art que diuen que «les pintures no poden ésser de l'època de la mort dels comtes, ja que aleshores no era costum de pintar els sepulcres»; no serà fins un segle més tard quan apareix un altre testimoni similar a Europa, concretament al sepulcre de Godofred de Plantagenet (†1141) de la catedral de Le Mans, on es pintaren l'any 1160 les seves armes heràldiques. Tot i així, insisteix que malgrat que no existeixi cap altre precedent «no prova res ni treu versemblança a aquell fet». Tampoc l'heraldista Faustino Menéndez Pidal de Navascués (2000) considera que les pintures puguin remuntar-se a la data de la mort dels comtes (1057 i 1082), ja que aleshores encara no s'havia desenvolupat l'heràldica; també argumenta que «les pintures es troben en bon estat de conservació i sense retocs ¿com haurien resistit tres segles en el seu antic emplaçament de l'entrada del temple des del segle xi fins al segle XIV?». Finalment conclou que les pintures haurien estat pintades a instàncies de Pere IV d'Aragó puix«acceptava prolongar l'ús de les seves armes als seus ascendents per línia masculina, per això figuren els seus pals en els sepulcres nous de Girona». Guillermo Fatás Cabeza (2000) és del parer que les pintures hi foren afegides per Pere IV d'Aragó durant el trasllat del 1385: «l'activitat que quasi compulsivament portà Pere IV afegint barres vermelles de la seva Casa a tots els sepulcres dels seus avantpassats (...). Ignorar aquest fet ha portat a molts a postular cronologies i orígens inacceptables per a l'emblea, en atribuir la mateixa data a la tomba, i a l'ornament afegit sobre ella pel rei Cerimoniós». Finalment Guillermo Redondo Veintemillas i Alberto Montaner Frutos també conclouen (2007) que les franges no van ser pintades al moment de les morts de cada comte (1057 i 1082 respectivament) recordant que en l'anàlisi físico-química dels pigments «queda clar que els sarcòfags només s'han pintat una vegada, sense que hi hagi estrats més antics al visible. ¿És, doncs, possible que una sola capa de pintura donada a finals del segle xi i mantinguda a l'aire lliure durant tres segles, hagi arribat als nostres dies amb els colors foscos i brillants?». Conclouen finalment negant qualsevol significació preheràldica a les franges dels sepulcres comtals, remetent-se novament als segells de Ramon Berenguer IV com el testimoni més antic del senyal heràldic dels quatre pals: «el cas de Girona (...) no constitueix, doncs, cap prova que els pals d'or i gules existissin com a senyal preheràldic dels comtes de Barcelona abans de la seva fusió dinàstica amb els reis d'Aragó».

## Els altres sepulcres dels comtes de Barcelona
Tampoc mai no s'ha realitzat cap estudi global de la resta de sepulcres dels comtes de Barcelona. El comte Guifré I «el Pilós» fou sebollit inicialment a l'Abadia de Sant Martí del Canigó i traslladat després al Monestir de Santa Maria de Ripoll; aquest monestir fou atac el 1835 per fanàtics laics i anticlericals que incendiaren l'abadia i la biblioteca perdent-se per sempre les tombes originals i centenars de documents històrics de Catalunya; els sepulcres presents actualment a l'abadia són reconstruccions modernes. Guifré II fou enterrat al Monestir de Sant Pau del Camp; aquest monestir, malgrat haver estat declarat Monument Nacional el 1879, fou completament devastat durant l'atac del 1936, perdent-se per sempre les restes del comte i el sepulcre, del qual avui en dia tan sols en resta la làpida. El comte Sunyer I fou enterrat al Monestir de Santa Maria de Ripoll; sepulcre perdut. Miró I es creu que fou enterrat al Monestir de Santa Maria de Ripoll; sepulcre perdut. Es desconeix on fou enterrat el comte Borrell II. El comte Ramon Borrell fou enterrat al claustre de la catedral romànica de Barcelona. Des de la reforma gòtica de la catedral es desconeix on es troben les seves restes i s'especula que es puguin trobar dins del sepulcre de Ramon Berenguer I a la mateixa catedral. Berenguer Ramon I fou enterrat al Monestir de Santa Maria de Ripoll; sepulcre perdut. Ramon Berenguer I fou enterrat a la catedral de Girona; les seves restes foren traslladades a la catedral de Barcelona on es construïren uns nous sepulcres per a ell i la seva muller Almodis de la Marca; s'especula que les restes Ramon Borrell puguin trobar-se també dins del seu sepulcre. Berenguer Ramon II morí a Terra Santa. El comte Ramon Berenguer III fou enterrat al Monestir de Santa Maria de Ripoll; el seu sepulcre es perdé però les seves restes foren salvades i per a l'actual reconstrucció de la tomba s'aprofità un sepulcre que s'especula pogué ser l'original. El comte Ramon Berenguer IV fou enterrat al Monestir de Santa Maria de Ripoll; el seu sepulcre fou destruït i després que la seva mòmia fos sotmesa a un judici popular per una turba laica i anticatòlica les seves restes foren condemnades a la foguera i cremades. Queda però el testimoni recollit per Pròsper de Bofarull i Mascaró (1836) segons el qual el sarcòfag de Ramon Berenguer IV estava format per una urna recoberta amb planxes de plata a l'interior de la qual fou dipositada una altra urna de fusta amb el cos del comte. L'urna interior de fusta estava pintada amb l'efígie del comte assegut, amb espasa i ceptre, i un cartulari amb lletra del segle xiv o xv que duia el següent epitafi: «Dux ego de Matre, Rex coniuge, Marchio patre : Marte, fame fregi mauros, dum tempore degi : Et sine iactura tenui Domino sua iura» («Duc per la meva mare, Rei per la meva muller, Marquès pel meu pare : Amb la guerra i la fam vaig escruixir els moros mentre vaig viure : i sense menyscapte vaig mantenir del Senyor els seus drets»); aquest epitafi coincideix amb un document dels temps de Pere IV d'Aragó i que ha estat intitutlat «Generatio regum Aragonum». Bofarull indica també que a l'urna interior de fusta del sepulcre hi havia pintada, a més de l'efígie del comte, la Senyera Reial, fet que denotaria una pràctica similar a l'observada en els sarcòfags del comte Ramon Berenguer II i d'Ermessenda de Carcassona a la Catedral de Girona.